# Kuća Tripalo u Sinju (1883.)
Kuća Tripalo nalazi se u Sinju.

## Opis
Stambena dvokatnica izgrađena je južno od župne crkve. Kuću je 1883. godine kamenim klesancima gradio brački majstor Nikola Štambuk. Sjeverno pročelje je bogato dekorirano klesarskim ukrasima - profiliranim kamenim vijencima, neostilskim balkonom te bogato profiliranim završnim vijencem i atikom ukrašenom heraldičkim poljima. Kuća je sačuvala izvornu dispoziciju prostora, a na prvom katu i inventar iz vremena gradnje (namještaj, zavjese, rasvjetna tijela, oslici na zidovima). Kuća ima prostran svođeni podrum. S južne strane prostire se vrt izvorno uređen u zakašnjeloj baroknoj shemi i staklenik za biljke.

## Zaštita
Pod oznakom Z-5011 zavedena je kao nepokretno kulturno dobro - pojedinačno, pravna statusa zaštićena kulturnog dobra, klasificirano kao "profana graditeljska baština".